# مه دریا (فیلم)
مه دریا (کره‌ای: 해무) فیلمی محصول سال ۲۰۱۴ کره جنوبی به کارگردانی شیم سونگ بو و نویسندگی بونگ جون-هو است. این فیلم به عنوان نماینده کره جنوبی برای هشتاد و هفتمین دوره جوایز اسکار انتخاب شد.